# Bazilisk (mitologija)
Bazilisk (grčki βασιλεύς, kralj) se u grčkom i europskom carstvu životinja spominje kao kralj reptila. Govori se da ubija pogledom. U djelu Naturalis Historia Plinija Starijeg, bazilisk je mala zmija koja je toliko otrovna da ostavlja trag otrova za sobom, a pogled joj je jednako smrtonosan. Bazilisk kao mitološko biće spada u kategoriju legendarnih zvijeri. 

## Harry Potter
U romanima o mladom čarobnjaku Harryju Potteru spominje se bazilisk. U Odaji tajni sudjelovao je u glavnoj radnji, dok je u Darovima smrti samo spomenut kao jedno od mnogih oružja lorda Voldemorta. Opisan je kao ogromna zmija kojoj se ne može pogledati u oči. Glavni je neprijatelj paucima. Pogled u njegove oči ubija, a pogled koji nije izravan izaziva okamenjenje (npr. kroz duha, odraz u vodi ili zrcalu, kroz fotoaparat...). Harry ga je ubio mačem kroz gornju čeljust. Piše da je njegov otrov toliko jak da može poništiti najgoru i najcrnju magiju. 